# Бассейная улица (Санкт-Петербург)
Бассе́йная улица — улица в Московском районе Санкт-Петербурга, проходящая от Кубинской улицы до Витебского проспекта. Нумерация начинается от Кубинской улицы.

## История и достопримечательности
Начало застройки улицы, как и всего близлежащего района относится к 1950-м годам. Название улица получила 14 июля 1954 года по планировавшемуся Южному Обводному каналу (бассейну). Канал должен был проходить от Невы, южнее Володарского моста до Финского залива у Морского торгового порта, а новая улица прокладывалась вдоль будущего канала.
До 1918 года в Петербурге — Петрограде Бассейной улицей была другая — нынешняя улица Некрасова. Именно на ней жил «человек рассеянный» из стихотворения Самуила Яковлевича Маршака «Вот какой рассеянный» (1928).
В 1962 и 1964 годах Бассейная улица была продлена. Участок улицы, проходящий в Купчино от Белградской до Софийской улицы, ныне называется улицей Турку (в 1964—1987 годах входила в состав Бассейной). Улицы разделены Витебской (бывшей Царскосельской) железной дорогой и Волковским каналом.

## Общественный транспорт
- Автобус: № 16, 36, 63, 72, 286
- Троллейбус: № 24, 26.

### Достопримечательности
К улице примыкают два парка: от Кубинской улицы до Новоизмайловского проспекта тянется разбитый здесь в 1960-е годы парк Авиаторов, от Московского до проспекта Юрия Гагарина — Московский парк Победы (архитекторы Е. И. Катонин и В. Д. Кирхоглани, заложен 7 октября 1945 года, открыт 7 июля 1946 года).
На углу с Московским проспектом находится так называемый «Генеральский дом» — башня со шпилем  (д. 41/190). Здание планировали построить в 1940—1941 годах по проекту архитекторов Б. Р. Рубаненко, Г. А. Симонова, О. И. Гурьева, С. В. Васильковского и Л. М. Хидекеля и до войны был завершён основной корпус со стороны Московского проспекта. Башня на углу Бассейной была построена уже после войны. В этом доме проходило детство музыканта Виктора Цоя.
Квартал, примыкающий к дому со шпилем, появился также в послевоенные годы. В доме 47 с 1962 по 1975 год жил артист Ефим Копелян, с 1971 по 1990 год — артист Владислав Стржельчик, с 1991 по 1994 год — альпинист Владимир Балыбердин. На доме установлены мемориальные доски.
В 1952—1958 годах появились жилые кварталы между Московским проспектом и Варшавской улицей. При проектировании решались задачи внутриквартальной застройки, создавались зелёные, благоустроенные дворы, продумывались ансамбли, сочетающие площади и высотные доминанты. Проект кварталов был осуществлён Н. Г. Сваричевским. Он же построил дома 27—39 по Бассейной улице.
На Московском проспекте, напротив парка Победы у Бассейной улицы, в 1998 году было построено новое здание Российской национальной (бывшей Публичной) библиотеки. В нём разместились студенческие залы. Вход в здание украшен скульптурами «Правосудие», «Религия», «Театр», «Архитектура», «Механика», «Медицина», «Воздухоплавание», «Виноделие», «Философия», «Музыка», выполненными скульпторами Б. А. Свининым и А. Мурзиным (учеником Свинина).
На территории между Кузнецовской улицей, проспектом Юрия Гагарина, Бассейной улицей и проспектом Космонавтов находился спортивно-концертный комплекс «Петербургский» (бывший СКК имени Ленина). Строительство было начато в 1970 году, окончено в конце 1979 года. Проект здания разработали советские специалисты — представители ЛенЗНИИЭПа во главе с архитекторами Н. В. Барановым, И. М. Чайко и главными специалистами по конструкциям Елисеевым Юрием Александровичем и О. А. Курбатовым, а выполнил строительство трест № 16 Главленинградстроя под руководством главного инженера А. В. Яхонтова. Здание было построено из отечественных материалов. СКК был открыт 19 мая 1980 года перед Олимпиадой-80. Скульптуры перед входом были установлены в 1981 году. В 2020 году здание было снесено под строительство спорткомплекса СКА Арена.
На участке дома № 21 находится Институт урбанистики (бывший «Ленгипрогор»). 14-этажное здание института было построено в 1966—1969 годах. Его проект выполнили архитекторы «Ленгипрогора». Здание уникально: оно первое в Ленинграде, построенное методом подъёма перекрытий. Оно дало начало монолитному строительству. 13 марта 1998 года в здании произошёл сильный пожар, оно практически полностью выгорело. К 2007 году были отремонтированы семь этажей, после чего восстановлением занялось ООО «Нева-Строй». Однако, бо́льшую часть восстановленного здания отдадут под офисы.
На пересечении с Новоизмайловским проспектом на месте вырубленного 9 мая 2008 года сквера возведено здание Городского суда.
На пересечении с Варшавской улицей находится «памятник поребрику», автор которого ранее также создал памятник Чижику-Пыжику.

### Список объектов
| Номер дома                                                       | Описание                                              | Архитектор                 | Постройка | Иллюстрация | Координаты |
| ---------------------------------------------------------------- | ----------------------------------------------------- | -------------------------- | --------- | ----------- | ---------- |
| Чётная сторона от Кубинской улицы до Новоизмайловского проспекта | Парк Авиаторов                                        |                            | 1960-е    |             |            |
| Угол Новоизмайловского проспекта, северо-восточный сектор        | Здание городского суда                                |                            | 2008      |             |            |
| № 21                                                             | Институт урбанистики                                  | архитекторы «Ленгипрогора» | 1966—1969 |             |            |
| № 27 — № 39                                                      | Жилой квартал комплексной внутриквартальной застройки | Н. Г. Сваричевский         | 1952—1958 |             |            |
| Чётная сторона от Варшавской улицы до Московского проспекта      | студенческие залы Российской национальной библиотеки  |                            | 1998      |             |            |

| Номер дома                                                         | Описание                                      | Архитектор | Постройка     | Иллюстрация | Координаты                      |
| ------------------------------------------------------------------ | --------------------------------------------- | --- | ------------- | ----------- | ------------------------------- |
| № 41/ Московский проспект дом 190                                  | Дом-башня со шпилем                           | архитекторы Б. Р. Рубаненко, Г. А. Симонов, О. И. Гурьев, С. В. Васильковский | 1940—1941 (*) |             |                                 |
| Чётная сторона от Московского проспекта до проспекта Юрия Гагарина | Парк Победы                                   | архитекторы Е. И. Катонин и В. Д. Кирхоглани | 7 июля 1946   |             | 59°52′08″ с. ш. 30°19′43″ в. д. |
| № 45                                                               |                                               | архитектор Б. Н. Журавлёв | 1953          |             |                                 |
| № 47                                                               | Жил артист Ефим Копелян                       | На доме установлены мемориальные доски | 1962—1975     |             |                                 |
| № 47                                                               | Жил артист Владислав Стржельчик               | На доме установлены мемориальные доски | 1971—1990     |             |                                 |
| № 47                                                               | Жил альпинист В. С. Балыбердин                | На доме установлены мемориальные доски | 1991—1994     |             |                                 |
| Чётная сторона от проспекта Юрия Гагарина до проспекта Космонавтов | Спортивно-концертный комплекс «Петербургский» | Проект: архитекторы ЛенЗНИИЭПА Н. В. Баранов, И. М. Чайко, главный специалист по конструкциям О. А. Курбатов. Строительство: трест № 16 Главленинградстроя, главный инженер А. В. Яхонтов. | 19 мая 1980   |             | 59°52′09″ с. ш. 30°20′31″ в. д. |
| Угол проспекта Космонавтов, юго-восточный сектор                   | Церковь                                       | |               |             |                                 |

## Примыкает или пересекает
С запада на восток:
- Кубинская улица;
- Новоизмайловский проспект;
- Варшавская улица;
- Московский проспект;
- улица Победы;
- проспект Юрия Гагарина;
- проспект Космонавтов;
- Витебский проспект.

## Интересные факты
- В стихотворении Самуила Маршака «Вот какой рассеянный» (1928) главный герой живёт на улице Бассейной в Ленинграде, но речь идёт о другой Бассейной. Тем не менее, именно на новой Бассейной улице находится детская библиотека, наименованная в честь С. Маршака.